# Aethalochroa ashmoliana
Aethalochroa ashmoliana (лат.) — вид богомолов из семейства Toxoderidae (Toxoderinae).
Встречаются в южной Азии (Индия, Иран, Шри-Ланка).

## Описание
Длина около 10 см. Тело от коричневого до темно-коричневого цвета. Глаза выступающие, круглые, с очень маленьким дорсальным бугорком. Средние и задние ноги, бёдра с одной дорсоапикальной и двумя вентроапикальными лопастями, все треугольной формы; голени с круглыми лопастями, вытянутыми вентро-базально, и с пластинчатыми килями. Переднее крыло короткое, достигает 4—5 брюшных сегментов; костальная область черноватая у основания; большая чёрная полоса у основания дисковидной области, продольные жилки чёрные. Задние крылья у самца гиалиновые, передняя граница черноватая; у самки полупрозрачные, вершина и костальная область черноватые с пятнами в ячейках дисковидной области; анальная область с большим пятном. Дистальный сегмент церков широкий, округлый на вершине и длиннее ширины. Богомолы с тонким удлинённым телом. Пронотум узкий, длиннее передних тазиков. Бёдра тонкие, верхний край вогнут; с 5 наружными и 3 дискоидальными шипами; голени тонкие, верхний край вогнут, 4—5 наружных и 7—8 внутренних шипов. Средние и задние лапки короткие.